# Рене Коти
Рене Жил Гистав Коти (фр. René Jules Gustave Coty; Авр, 20. март 1882 — Авр, 22. новембар 1962) је био председник Француске од 1954. до 1959. Био је други и последњи председник Четврте француске републике.

## Детињство, младост и политика
Рене Коти је рођен у Авру, а студирао је на универзитету у Кану, где је 1902. дипломирао право и филозофију. Радио је као адвокат у родном месту, специјализујући поморско и трговинско право. Бавио се и политиком, као члан Радикалне странке, и бивао биран на разне позиције у локалној власти. 
Кад је почео Први светски рат, Коти се пријавио као добровољац и служио у 129. пешадијском пуку. Борио се у бици код Вердена. Године 1923, Коти је изабран у Одборнички дом, заменивши Жила Зигфрида као представник Приморске Сене. У овом периоду је престао да буде члан Радикалне странке и прешао у Републиканску унију. Између 13. и 23. децембра 1930. је служио као државни подсекретар за унутрашње послове у влади Теодора Стега.
Коти је изабран у Сенат 1936, као представник Приморске Сене. Био је један од француских парламентараца који су 10. јула 1940. гласали да се дају посебна овлашћења Филипу Петену, чиме је помогао стварање марионетске владе у Вишију. Коти је остао релативно неактиван током Другог светског рата, мада је после рата рехабилитован.

## Послератни живот и председниковање
Рене Коти је био члан уставотворне Скупштине од 1944. до 1946, и председавао је групом десничарских независних републиканаца, која је касније постала део Националног центра за независност сељака. Коти је изабран у државну скупштину 1946. као представник Приморске сене, а од новембра 1947. до септембра 1948, је службовао као министар за обнову и урбано планирање у владама Роберта Шумана и Андреа Марија. Коти је изабран за члана Савета Републике у новембру 1948, а потпредседник Савета је био од 1952.
Коти је био кандидат за председника 1953, али је сматрано да су му шансе да буде изабран мале. Међутим, упркос 12 узастопних гласања, десничарски фаворит Жозеф Ланијел није успео да освоји потребну апсолутну већину. Након повлачења још једног кучног десничарског кандидата, Луја Жакиноа, Коти је коначно изабран у 13. гласању, 23. децембра 1953, освојивши 477 гласова насупрот 329 гласова за социјалисту Марсела-Едмондда Негелена. 16. јануара 1954. је наследио Венсана Ориола на дужности председника Републике.
Као председник, Коти је био мање активан и од свог претходника у утицању на политику. Његово председништво је било пропраћено невољама политичке нестабилности Четврте републике и Алжирским питањем. Услед продубљивања кризе 1958, Коти је 29. маја апеловао на Шарла де Гола, најславнијег Француза, да постане последњи премијер Четврте републике. Коти је запретио оставком ако де Голово постављење не буде прихваћено у парламенту.
Де Гол је направио нацрт новог Устава, и 28. септембра је одржан референдум на коме је 79,2% изашлих подржало предлог, који је довео до стварања Пете републике. Де Гол је у парламенту изабран за председника нове Републике, и заменио је Котија на дужности 9. јануара 1959. Коти је био члан Уставног савета од 1959. па до своје смрти 1962. године.